# Novela de ajedrez
Novela de ajedrez (en alemán Die Schachnovelle, 1941) es la última novela del escritor austriaco Stefan Zweig escrita durante su exilio en Brasil, poco antes de su suicidio, ocurrido el 22 de febrero de 1942. Considerada su obra maestra, fue publicada de forma póstuma en diciembre de 1942 en Buenos Aires, en una edición limitada de 300 ejemplares en idioma alemán por el sello Pigmalión; en Europa se publicó al año siguiente en Estocolmo, dado que Zweig estaba prohibido por el nazismo en países de lengua germana.
El relato es una crítica clara contra el nazismo y los métodos de la Gestapo, la incomunicación y el exilio forzado, experimentado por Zweig, quién jamás regresaría a su Austria natal. Novela de ajedrez es, junto con El Mundo de Ayer, uno de los únicos dos textos publicados de Zweig (excluyendo sus diarios) en los que hace referencia directamente al nazismo. 

## Argumento
Mirko Czentovič es un hombre rudo e ignorante, además de ser el campeón mundial indiscutible de ajedrez. Durante un viaje en barco, algunos aficionados del ajedrez se enfrentan a él en algunas partidas amistosas que, por supuesto, el campeón gana sin el menor esfuerzo. 
Pero en una partida, sorprendentemente uno de los pasajeros logra desestabilizar a Czentovic: el enigmático Dr. B., un noble vienés, arranca un empate. Czentovič, asombrado, pide la revancha inmediatamente. Sin embargo, el encuentro se programa para el día siguiente. 
La noche antes de la reunión, el Dr. B. cuenta su historia, y por qué es capaz de enfrentarse a un campeón de ajedrez. En realidad, el Dr. B. fue víctima del nazismo, y torturado con un método particular: durante mucho tiempo permaneció en un aislamiento completo y total. Al borde de la locura, la única cosa que le dio fuerza para resistir fue un manual de ajedrez encontrado por casualidad. El "noble juego", con sus infinitas posibilidades, mantuvo viva su atención, lo que le permitió jugar cientos de partidas en su cabeza a la vez que mantenerse cuerdo.

## Cine
En 1960 Gerd Oswald adaptó para la pantalla Schachnovelle, tomada del texto de Zweig. El actor Mario Adorf interpreta a Czentovič mientras Curd Jürgens interpreta al Dr. B.
En febrero de 2022, se estrena la película The Royal Game basada en la novela y dirigida por Philipp Stölzl con Oliver Masucci, Rolf Lassgård, Albrecht Schuch, Birgit Minichmayr y  Luisa-Céline Gaffron.

## Música
El músico español Cristóbal Halffter compuso una ópera sobre esta obra de Zweig.

## Cómic
El dibujante de historietas francés David Sala adaptó la obra al cómic con el título El jugador de Ajedrez.